# Saissetia anonae
Saissetia anonae är en insektsart som beskrevs av Hempel 1921. Saissetia anonae ingår i släktet Saissetia och familjen skålsköldlöss. Inga underarter finns listade i Catalogue of Life.